# Hyporhicnoda litomorpha
Hyporhicnoda litomorpha es una especie de insecto blatodeo de la familia Blaberidae, subfamilia Blaberinae.

## Distribución geográfica
Se pueden encontrar en Colombia y Panamá.